# 莫斯卡利夫卡 (特諾皮爾州)
49°45′16″N 26°7′35″E / 49.75444°N 26.12639°E
莫斯卡利夫卡（羅馬化：Moskalivka）是烏克蘭的村落，位於該國西部捷爾諾波爾州，由克列梅涅茨區負責管轄，始建於1582年，面積2.23平方公里，2001年人口582，人口密度每平方公里261人。